# مولي بوتير
مولي بوتير (بالإنجليزية: Molly Potter) هي عالمة نفس أمريكية، ولدت في 1930 في بيروت في لبنان.